# 锐刺长踦蟹
锐刺长踦蟹（学名：Phalangipus hystrix）为蜘蛛蟹科长踦蟹属的动物。分布于日本、澳大利亚、马来群岛、菲律宾、安达曼、斯里兰卡、阿拉伯海、红海、台湾岛以及中国大陆的海南岛等地，生活环境为海水，主要栖息于50-100米水深的沙质或泥沙质浅海底。